# Fiodor Bondarciuk
Fiodor Sergheievici Bondarciuk (rusă Фёдор Серге́евич Бондарчу́к pronunție în rusă [bəndʌrˈtʂuk]; n. 9 mai 1967) este un regizor, actor și producător de film rus. El este fondatorul companiei Art Pictures Studio, creator al bine-cunoscutului film Compania a 9-a (titlu original rusă "9 рота"), care a devenit cel mai profitabil film rus de până în 2005. Filmul a câștigat 7 premii cinematografice din cele 8 nominalizări. Fiodor Bondarciuk este și producătorul filmul din 2006 Heat, în care a jucat rolul persoanei sale proprii împreună cu mama sa Irina Skobțeva. Fiodor Bondarciuk a câștigat premiul TEFI în 2003 în categoria “Cea mai bună gazdă la un show TV de divertisment”. El este câștigătorul a Premiului Vulturul de Aur în 2012 ca Cel mai bun Actor.
Pe 15 ocotmbrie 2012 a fost numit în funcția de președinte al consiliului de directori al studioului Lenfilm.

## Filmografie

### Actor
| №   | An   | Titlu                                       | Rol                              |
| --- | ---- | ------------------------------------------- | -------------------------------- |
| 1.  | 1986 | Boris Godunov                               | Fiodor                           |
| 2.  | 1988 | Solnecinîi bereg (original)                 | soldatul tânăr                   |
| 3.  | 1989 | Stalingrad                                  | Ivan                             |
| 4.  | 1989 | Dream in a summer night                     | Fiodor                           |
| 5.  | 1992 | Arbitrator                                  | Roman                            |
| 6.  | 1992 | Demons                                      | Fedka Katorzhnyi                 |
| 7.  | 1993 | Angels of the death                         | sniper Ivan                      |
| 8.  | 1994 | Shooting angels                             | Ivan                             |
| 9.  | 1997 | Midlife crisis                              | Vlad                             |
| 10. | 1998 | Ostanovka                                   |                                  |
| 11. | 1999 | 8 ½ $                                       | Fiodor/Stepan                    |
| 12. | 2000 | Showcase                                    | Store manager                    |
| 13. | 2000 | Formula of happiness                        |                                  |
| 14. | 2001 | Down House                                  | count Myshkin                    |
| 15. | 2001 | Men's work (tv)                             | Rebrov                           |
| 16. | 2002 | In action                                   | Gazizov                          |
| 17. | 2002 | Cinema about cimena                         | Nikolai Jilțov, +producător      |
| 18. | 2002 | Men's work 2 (tv)                           | Rebrov                           |
| 19. | 2004 | Svoi                                        | the chief of Police              |
| 20. | 2004 | My Fair Nanny (tv)                          |                                  |
| 21. | 2004 | B-day of the best friend                    |                                  |
| 22. | 2005 | A 9-a companie                              | hohol                            |
| 23. | 2005 | From 180 and higher                         | Savik Galkin                     |
| 24. | 2005 | Ștatskii sovetnik                           | Burchinskiy                      |
| 25. | 2005 | Dacha for sale                              | Vladimir                         |
| 26. | 2005 | Mama, ne goryui 2 (original title)          | Leva                             |
| 27. | 2005 | The end of the Empire (tv)                  | Denikin                          |
| 28. | 2005 | Happypeople                                 |                                  |
| 29. | 2006 | 9 months (tv)                               | Kostea                           |
| 30. | 2006 | Tri polugratsii (original title, tv)        | Kurbatov                         |
| 31. | 2006 | Open season (cartoon)                       | Boog (dubbing)                   |
| 32. | 2006 | Heat                                        | +regizor                         |
| 33. | 2007 | Sem kabinok (original)                      | drug diller                      |
| 34. | 2007 | Ya ostayus (original)                       | guide                            |
| 35. | 2007 | 0 km                                        | cameo                            |
| 36. | 2007 | Artistka (original)                         | +regizor                         |
| 37. | 2007 | Tiski (original)                            | Verner                           |
| 38. | 2007 | 18-14                                       | graf Tolstoi                     |
| 39. | 2008 | Admiral                                     | Sergei Bondarciuk (pseudo cameo) |
| 40. | 2008 | Insula locuită                              | Umnik                            |
| 41. | 2008 | Sunshine Barry & the Disco Worms (animație) | Tonny Dennis (dublaj)            |
| 42. | 2008 | Open Season 2 (animație)                    | Boog (dulaj)                     |
| 43. | 2009 | Samyi lichshyi film 2 (original title)      | Fiodor Bondarciuk (cameo)        |
| 44. | 2009 | Inhabited island: Skirmish                  | Umnik                            |
| 45. | 2010 | Moscow, I love you                          | suicide                          |
| 46. | 2010 | PiraMMMida                                  | Belyavskyi                       |
| 47. | 2010 | Pro lyubоff (original)                      | Vladimir Victorovich             |
| 48. | 2010 | Pseudonym for hero                          | +regizor                         |
| 49. | 2011 | Lecturer (tv)                               | Vladimir                         |
| 50. | 2011 | Svadba po obmenu (original)                 | Ruslan                           |
| 51. | 2011 | Two days                                    | Petr Drozdov                     |
| 52. | 2011 | Bezrazlichie                                |                                  |
| 53. | 2011 | Belaya gvardiya (tv)                        | Shpolyanskiy                     |
| 54. | 2012 | Shpion (original)                           | Alexey Oktyabrskii               |
| 55. | 2012 | 7 dní hříchů                                | Major Uvarov                     |
| 56. | 2012 | Gold                                        |                                  |

### Regizor
| №  | An   | Titlu                      | Note                |
| -- | ---- | -------------------------- | ------------------- |
| 1. | 1989 | Dream in a summer morning  | film de scurtmetraj |
| 2. | 1993 | Lyublyu                    | proiect special     |
| 3. | 2005 | A 9-a companie             |                     |
| 4. | 2006 | Tikhiy Don (tv)            |                     |
| 5. | 2008 | Insula locuită             |                     |
| 6. | 2009 | Inhabited island: Skirmish |                     |
| 7. | 2012 | Nowhere to hurry           |                     |
| 8. | 2013 | Stalingrad                 |                     |

### Producător
| №   | An   | Titlu                      |
| --- | ---- | -------------------------- |
| 1.  | 2002 | In action                  |
| 2.  | 2003 | Gololed                    |
| 3.  | 2003 | Kamikadze's diary          |
| 4.  | 2005 | A 9-a companie             |
| 5.  | 2006 | The heat                   |
| 6.  | 2008 | Insula locuită             |
| 7.  | 2009 | Inhabited island: Skirmish |
| 8.  | 2010 | Phobos                     |
| 9.  | 2011 | Two Days                   |
| 10. | 2011 | New Year sms (tv)          |
| 11. | 2012 | Avgust. Vosmogo            |
| 12. | 2012 | Duhless                    |
| 13. | 2013 | Odnoklassniki.ru           |
| 14. | 2013 | The Best Girl of Caucasus  |
| 15. | 2013 | Yes and Yes                |
| 16. | 2013 | White Lily                 |
| 17. | 2013 | Evgheni Oneghin            |
| 18. | 2014 | Pikovaia Dama              |
| 19. | 2014 | Baba Iaga                  |
|     | 2014 | Titanium (film)            |